# Sint-Bernarduskerk (Ulicoten)
De Sint-Bernarduskerk is een kerkgebouw in Ulicoten in de gemeente Baarle-Nassau in de Nederlandse provincie Noord-Brabant. De kerk staat aan de Dorpsstraat 44 aan de hoofdweg door het dorp. Achter de kerk ligt de begraafplaats.
De kerk is opgedragen aan Bernardus van Clairvaux.

## Geschiedenis
In 1444 kreeg men in Ulicoten toestemming voor het bouwen van een kerk en het in dienst nemen van een priester. Voor die tijd moesten de inwoners in Baarle-Nassau naar de kerk. Er werd toen een eenvoudig zaalkerkje gebouwd dat opgedragen was aan Onze Lieve Vrouw en de Sint-Antonius Abt. De mis werd op maandag en vrijdag gehouden, maar niet op zondag en men moest nog steeds naar Baarle-Nassau voor de zondagse mis.
In 1469 brak men dit kapelletje af en bouwde men een kerk met kerktoren.
Toen de protestanten kwamen vluchtte de priester naar Baarle-Hertog en werd het kerkgebouw afgenomen. Het Bernardusbeeldje dat zich in het gebouw bevond werd verborgen voor de protestanten. Vlak over de grens bouwden de katholieken in 1654 op het grondgebied van Meerle een schuurkerk, de Sint-Bernarduskapel.
In 1797 verlieten ze de Sint-Bernarduskapel en gingen weer in de dorpskerk kerken.
In 1869-1870 bouwde men direct ten zuiden van de oude kerk uit 1469 een nieuw kerkgebouw omdat het oude gebouw te klein geworden was en brak men het oude kerkgebouw af. Op 3 augustus 1870 vond de consecratie plaats van het nieuwe kerkgebouw en op 20 september 1875 de inwijding.
In 1930 werd het kerkgebouw uitgebreid met twee zijbeuken.
In oktober 1944 bliezen de Duitsers de toren aan de kant van de pastorie op waardoor de kerk zwaar beschadigd raakte. Reparatie van de kerk was niet meer mogelijk en moest worden afgebroken. Hier begon men mee in december 1944. Het parochiehuis werd vanaf toen als noodkerk gebruikt.
In 1945 bouwde men op de plaats van de schuurkerk vlak over de grens in Meerle een kapel, de Sint-Bernarduskapel.
Op 13 juni 1950 werd het nieuwe kerkgebouw ingewijd. Het nieuwe gebouw was naar het ontwerp van architect W.J. Bunnik.
Op 20 november 2022 vond de laatste eucharistie in de H.Bernarduskerk plaats, de kerk werd aan de eredienst onttrokken. 

## Opbouw
Het kerkgebouw bestaat uit een dubbeltorenfront met daarin twee vierkante torens, een driebeukig schip met zes traveeën in basilicale opstand, een viering met vieringtoren en een driezijdige apsis. De drie torens worden gedekt door een tentdak, het middenschip en de dwarsbeuken door een zadeldak en de zijbeuken door lessenaarsdaken.